# Instituto de Cardiología de Madrid
El Instituto de Cardiología de Madrid era un hospital público situado en Madrid, y que formaba parte del Servicio Madrileño de Salud (SERMAS). Era un centro monográfico para enfermos cardiovasculares.

## Historia

### Antecedentes
Inició su actividad a partir de 1947 con el nombre de Escuela Nacional de Tisiología, con actividad asistencial y docente dedicada a pacientes enfermos de tuberculosis. Posteriormente cambiaría su nombre a Escuela Nacional de Enfermedades del Tórax, ampliando su especialización a enfermedades cardiovasculares. 
A principios de la década de 1960, contaba con 73 camas instaladas. 
Su primer director fue Antonio Crespo Álvarez. Desde 1971 a 1986 su director fue Cristóbal Martínez-Bordiú.
Tuvo un nuevo cambio de denominación a Instituto de Cardiología en 1986, convirtiéndose centro de referencia
nacional monográfico de cardiología.
A partir de 2005, el centro debió redefinir su función y desde entonces tuvo tres líneas asistenciales marcadas: ser un  hospital de apoyo para la urgencia del Hospital Clínico San Carlos, contribuir a la disminución de lista de espera diagnóstica en exploraciones cardiológicas, y la Rehabilitación Cardiaca.
De 2006 en adelante se realizaron reformas y reparaciones en el centro, como aseos nuevos en todas las habitaciones o la sustitución de la obsoleta instalación eléctrica.
Desde 2010 inició un programa de seguimiento tras el
alta hospitalaria de pacientes con insuficiencia cardíaca.
El hospital cesó su actividad el 1 de enero de 2013, tras el anuncio de la Consejería de Sanidad del gobierno de Ignacio González de que sus servicios se integrarían en el Hospital Clínico San Carlos.

## Cobertura asistencial
El Instituto de Cardiología, al no tener asignada área sanitaria, no poseía una estructura de población concreta, por lo que acudían y eran remitidos enfermos de toda la Comunidad de Madrid. En los últimos tres años de su actividad, el 85% de los ingresos hospitalarios lo constituían  derivaciones de la urgencia del Hospital Clínico San Carlos.

## Cartera de servicios
| 1. Cardiología 2. Medicina Interna 3. Anestesiología y reanimación 4. Hematología 5. Dermatología 6. Psiquiatría | - Farmacia Hospitalaria - Radiodiagnóstico - Rehabilitación Cardiaca |

## Personal
En el hospital trabajaban alrededor de 170 profesionales.
Contaba con:
- Área Médica - Facultativos 18
- Área Enfermería 72
- Otro personal 80

## Instalaciones y recursos
Se componía de dos edificios, localizados en edificios de la facultad de Medicina de Ciudad Universitaria, diferenciados en su
estructura física, y unidos entre sí a través de la planta de acceso.  La superficie total construida del Instituto de Cardiología era de 6.157 metros cuadrados. 
Tras su clausura, estas instalaciones fueron devueltas a la Universidad.  